# Medalha Baly

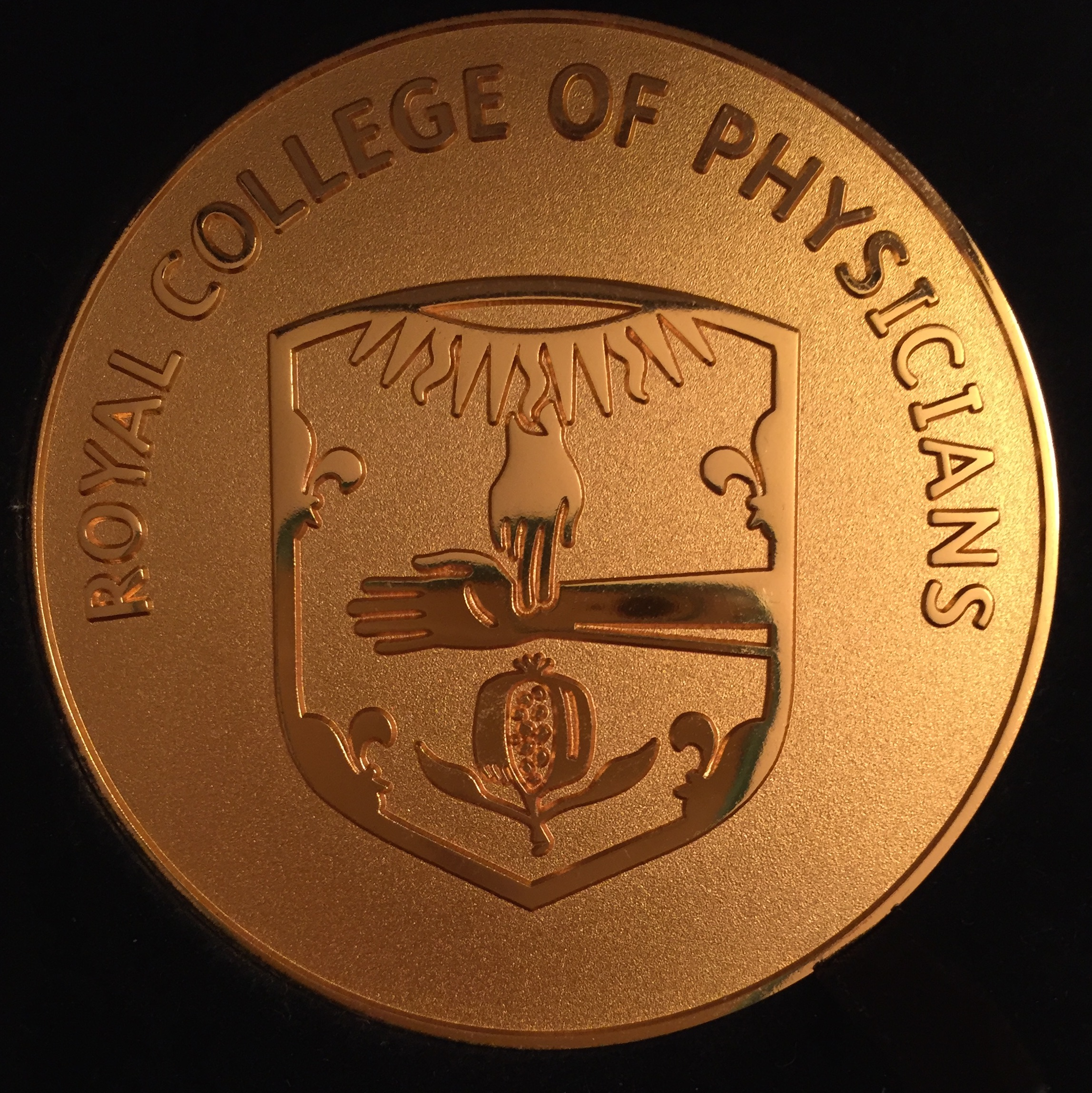
Medalha Baly

A Medalha Baly (em inglês:  Baly Medal) é um prêmio bianual do Royal College of Physicians de Londres.
Fundada com um doação de Frederick Daniel Dyster (1809?–93) recebida em 1866, e confirmada por ato de 1930 – em memória de William Baly: £ 400 para fornecer uma medalha de ouro para a pessoa que mais se destacou na ciência da fisiologia, especialmente durante os dois anos anteriores. O prêmio é concedido a cada ano alternado, por recomendação do Presidente e do Conselho, na Reunião Trimestral de Julho e apresentado por ocasião da Harveian Oration.

## Recipientes
- 1869: Richard Owen
- 1871: Lionel Smith Beale
- 1873: William Sharpey
- 1875: Claude Bernard
- 1877: Carl Ludwig
- 1879: Charles Darwin
- 1881: John Scott Burdon-Sanderson
- 1883: Charles-Édouard Brown-Séquard
- 1885: William Kitchen Parker
- 1887: David Ferrier
- 1889: Rudolf Heidenhain
- 1891: Michael Foster
- 1893: Moritz Schiff
- 1895: Walter Holbrook Gaskell
- 1897: Edward Albert Sharpey-Schafer
- 1899: Charles Scott Sherrington
- 1901: Frederick William Pavy
- 1903: John Newport Langley
- 1905: Ivan Pavlov
- 1907: Ernest Starling
- 1909: Hermann Emil Fischer
- 1911: William Dobinson Halliburton
- 1913: J. B. S. Haldane
- 1915: Frederick Gowland Hopkins
- 1917: William Bayliss
- 1919: Leonard Erskine Hill
- 1921: Henry Dale[1]
- 1923: Joseph Barcroft
- 1925:
- 1927: Archibald Vivian Hill
- 1929: Edgar Douglas Adrian
- 1931: Walter Bradford Cannon
- 1933: Robert Robison[2]
- 1935: Francis Marshall
- 1937: Ernest Kennaway
- 1939: Charles Herbert Best
- 1941: Edgar Allen
- 1943: Frederic Bartlett
- 1945: Schack August Steenberg Krogh[3]
- 1947: Bernardo Houssay[4]
- 1949: Edward Mellanby[5]
- 1951: George de Hevesy[6]
- 1953: Karl Lashley
- 1955: Alan Hodgkin[7]
- 1957: Ernest Basil Verney
- 1959: Ivan De Burgh Daly
- 1961: John Eccles[8]
- 1963: Wilhelm Siegmund Feldberg
- 1965: Roderic Alfred Gregory
- 1967: Bernard Katz[9]
- 1969: George Wingfield Harris
- 1971: Dorothy Crowfoot Hodgkin[10]
- 1973: Eric William Horton[11]
- 1975: Andrew Huxley
- 1977: John Vane[12]
- 1979: Hans Walter Kosterlitz
- 1981: Malcolm Davenport Milne
- 1983: William Paton
- 1985: Paul Polani
- 1987: Aaron Klug
- 1989: Michael Berridge
- 1991: David Marsden
- 1993: Denis Noble
- 1995: Charles Nicholas Hales
- 1997: Alec Jeffreys
- 1999: Paul Nurse
- 2001: Colin Blakemore
- 2003: John Sulston
- 2005: Gregory Winter
- 2007: Sydney Brenner
- 2009: Martin Evans
- 2011: Peter Ratcliffe
- 2013: Stephen O'Rahilly[13]
- 2015:
- 2017: Dimitri Kullmann